# Bredhovedet vombat
Bredhovedet vombat (Lasiorhinus latifrons) er en af tre arter af vombatter. Den lever naturligt i halvtørre buskområder og malleer mellem Nullarbor Plain og grænsen mod New South Wales i Australien. Det er den mindste af de tre vombatarter, og det er South Australias nationaldyr.
| Dyr | Spire Denne artikel om dyr er en spire som bør udbygges. Du er velkommen til at hjælpe Wikipedia ved at udvide den. |

- Wikimedia Commons har flere filer relateret til Bredhovedet vombat